# オミニャーノ
オミニャーノ（伊: Omignano）は、イタリア共和国カンパニア州サレルノ県にある、人口約1,600人の基礎自治体（コムーネ）。

## 地理

### 位置・広がり

#### 隣接コムーネ
隣接するコムーネは以下の通り。
- カザール・ヴェリーノ
- ルストラ
- サレント
- セッサ・チレント
- ステッラ・チレント